# Wohnhaus Waldstraße 3
Das Wohnhaus Waldstraße 3 in Syke stammt vom 19. Jahrhundert. Es wurde als Scheune genutzt und aktuell (2022) als Café Alte Posthalterei.
Das Gebäude steht unter Denkmalschutz.

## Geschichte
Das eingeschossige verklinkerte Fachwerkhaus mit Ziegelausfachung und einem Krüppelwalmdach wurde im 19. Jahrhundert als Scheune der Balkschen Posthalterei errichtet; später Umbau zum Doppelwohnhaus.
Die Posthalterei mit Post-, Gast-, Logier- und Wohnhaus wurde etwa um 1826 auf das Areal Nienburger Straße 5 (heute Volkshochschule, VHS) sowie Waldstraße 1 (Senioren- und Pflegestützpunkt) und Nr. 3 verlegt.
Um 1870 wurde die Poststation aufgegeben und als Wohnhäuser genutzt. Im Ensemble war später eine Schule mit Lehrerwohnung.
Die Nr. 3, einstmals Scheune, stand von 2001 bis 2008 leer. Sie wurde vom Verein Rund ums Syker Rathaus saniert und wird seitdem ehrenamtlich als Kultur-Café Alte Posthalterei betrieben. Das Café hat in zwei Räumen ca. 24 Plätze und einen Garten; ein dritter Raum wird von der VHS genutzt. Der Verein betreibt seit 2014 zudem den eingeschossigen sanierten Fachwerkspeicher Spieker für Veranstaltungen und Ausstellungen.
Siehe auch Fachwerkhaus Waldstraße 1